# Zazao jezik
Zazao jezik (jajao, kilokaka; ISO 639-3: jaj), gotovo izumrli jezik kojim se (1999 SIL) služilo još svega 10 ljudi u selu Kilokaka na otoku Santa Isabel u Solomonskim otocima. Pripada austronezijskoj porodici, užoj novoirskoj skupini.
Kod govornika je u upotrebi i cheke holo [mrn] (Maringe) ili zabana [kji]

## Vanjske poveznice
- Ethnologue (14th)
- Ethnologue (15th)
- The Kokota language community and its locus  Arhivirana inačica izvorne stranice od 9. listopada 2012. (Wayback Machine)